# MFK Ružomberok

MFK Ružomberok är en slovakisk fotbollsklubb från Ružomberok, som grundades år 1906. De spelar i den slovakiska superligan, som är den högsta divisionen inom slovakisk fotboll.

## Meriter
- Klubben var mästare: 2005/06.[1]
- Cupen : 2005/06.[2]

## Placering tidigare säsonger
| Säsong  | Nivå | Liga         | Notering | Referens |
| ------- | ---- | ------------ | -------- | -------- |
| 2010/11 | 1    | Corgoň liga  | 7        | [ 3 ]    |
| 2011/12 | 1    | Corgoň liga  | 6        | [ 4 ]    |
| 2012/13 | 1    | Corgoň liga  | 6        | [ 5 ]    |
| 2013/14 | 1    | Corgoň liga  | 4        | [ 6 ]    |
| 2014/15 | 1    | Fortuna liga | 7        | [ 7 ]    |
| 2015/16 | 1    | Fortuna liga | 6        | [ 8 ]    |
| 2016/17 | 1    | Fortuna liga | 3        | [ 9 ]    |
| 2017/18 | 1    | Fortuna liga | 6        | [ 10 ]   |
| 2018/19 | 1    | Fortuna liga | 3        | [ 11 ]   |
| 2019/20 | 1    | Fortuna liga | 5        | [ 12 ]   |
| 2020/21 | 1    | Fortuna liga | 8        | [ 13 ]   |
| 2021/22 | 1    | Fortuna liga | 2        | [ 14 ]   |
| 2022/23 | 1    | Fortuna liga | 7        | [ 15 ]   |
| 2023/24 | 1    | Fortuna liga | 5        | [ 16 ]   |

## Färger

### Trikåer
| MFK Ružomberok       | MFK Ružomberok         |
| Trikåer              | Trikåer                |
| -------------------- | ---------------------- |
| 2016–2018 · Hemmakit | 2016–2018 · Bortaställ |
| 2020– · Hemmakit     | 2020– · Bortaställ     |